# NGC 5332
NGC 5332 este o galaxie lenticulară situată în constelația Boarul. A fost descoperită în 23 martie 1887 de către Lewis A. Swift. Se află la o distanță de 98,62 de megaparseci de Pământ.